# Stewart (personaggio)
Stewart è il protagonista maschile del romanzo Recovery Road di Blake Nelson. All'età di diciannove anni entra in una clinica di riabilitazione per abuso di alcool e droga dove si innamora di Maddie Graham. La storia segue la loro relazione nei tre anni successivi la terapia durante i quali sono impegnati nel processo di guarigione e crescita personale.

## Biografia pregressa
Stewart cresce a Centralia (Washington) da una famiglia povera. Ha una sorella maggiore che come lui ha combattuto una situazione familiare complicata. Il padre probabilmente alcolizzato è sparito da quattro anni. La madre ha frequentato altri uomini e non si è mai occupata dei figli. La figura affettiva più importante è la nonna, con la quale Stewart ha convissuto per un po' di tempo. Si preoccupava per lui e lo manteneva, anche se spesso i suoi soldi finivano nell'acquisto di droga. Stewart inizia ad abusare di alcool e droga fin da molto giovane. Lascia la scuola prima del diploma e inizia a lavorare come meccanico di motociclette. Compiuti i diciannove anni la nonna decide di pagargli una clinica di riabilitazione chiamata Spring Meadow.

## Aspetto fisico e personalità
Stewart è descritto come un ragazzo bellissimo e dall'aria misteriosa. Tutte le ragazze ne sono attratte. È snello, capelli e occhi neri, labbra attraenti, sorriso adorabile, volto scolpito e nobile che a Maddie ricorda un giovane principe. In clinica i suoi capelli sono tinti di biondo. Maddie nota un tatuaggio nell'avambraccio e un anello nel dito mignolo donatogli dalla nonna; la sua mano è segnata da una profonda cicatrice. Dietro la timidezza e i silenzi di Stewart si cela un ragazzo con una bassa autostima che fatica a restare sobrio e si vede destinato al fallimento. Quando sta con Maddie non si sente abbastanza per lei e teme di influenzarla negativamente. Ovunque Stewart finisca per rifugiarsi sembra tormentato da demoni interiori che cerca di combattere senza però nutrire sufficiente speranza per riuscirci. Vive ogni momento positivo con la sensazione che presto lo perderà.

## Storia personale
Stewart appare per la prima volta sulla Recovery Road, la strada che attraversa Spring Meadow. Maddie si trova sul pulmino che porta i pazienti al cinema quando intravede un ragazzo incappucciato in sosta sotto la pioggia. Presto i due iniziano a frequentarsi di nascosto. Ai pazienti è severamente vietato intraprendere una relazione in quanto non sono ritenuti capaci di gestire un sentimento come l'amore. Fra fughe clandestine, rimproveri dei supervisori e nascondigli, Stewart e Maddie si innamorano promettendosi di rivedersi una volta usciti.
Fuori dalla clinica Stewart torna a vivere a  Centralia con la madre. La sua relazione con Maddie nonostante sia sincera e passionale inizia a risentire delle sue insicurezze. Quando il padre ricompare Stewart coglie l'occasione per lasciare la madre e lavorare come operaio edile nelle Redlands. Vorrebbe che Maddie lo seguisse ma vuole studiare. Con suo padre Stewart non trova la pace che insegue e una notte si ubriaca fino a perdere conoscenza. Maddie si precipita ad aiutarlo ma mentre giace svenuto Maddie subisce molestie da due uomini. Dopo l'aggressione Stewart capisce che la sta perdendo. Mentre Maddie frequenta feste private, trascorre vacanze di lusso ad Aspen, progetta una carriera universitaria lontano da Portland, Stewart due volte al giorno segue un gruppo Alcolisti Anonimi, vive in una cantina per stare lontano dalla madre, fatica a restare sobrio. Arriva il momento che Stewart tradisce Maddie e decide di interrompere la loro relazione, come se non riuscisse a sopportare l'idea di perdere qualcuno lentamente. Non vuole farla soffrire e continua a tenerla d'occhio: quando Maddie si ubriaca Stewart corre in suo soccorso e la indirizza verso una terapia di recupero. Maddie segue il suo consiglio e infine si trasferisce definitivamente in Massachusetts per studiare alla UMass. Diventa una donna realizzata e responsabile.

## Conclusione
Stewart alla fine va incontro al fallimento totale. Se il tema del romanzo è la crescita personale, il suo esito è antitetico a quello di Maddie e il peggiore possibile. Un anno dopo Maddie è in visita ai genitori e mentre passeggia in centro rivede casualmente Stewart. Si è lasciato completamente andare al punto che è quasi irriconoscibile. È scarno, si droga pesantemente, ha perso il lavoro, la casa, la battaglia contro i suoi demoni. Maddie ha un'ultima conversazione con lui durante la quale vorrebbe portarlo a disintossicarsi, ma rifiuta ogni aiuto. Dopodiché Stewart abbandona la città e la storia si chiude.

## Nella cultura di massa
Stewart è interpretato da Sebastian de Souza nella serie americana Recovery Road, trasmessa su Freeform a partire dal 2016. Nello show "Wes Stewart" si trova a Spring Meadow per la terza volta e ha un fratello di nome Asa, tossicodipendente e criminale.